# Dysnos upės slėniai
Dysnos upės slėniai este o arie protejată (arie specială de conservare — SAC, sit de importanță comunitară — SCI) din Lituania întinsă pe o suprafață de 460 ha, integral pe uscat.

## Localizare
Centrul sitului Dysnos upės slėniai este situat la coordonatele 55°19′42″N 26°40′42″E / 55.3283°N 26.6783°E.

## Înființare
Situl Dysnos upės slėniai a fost declarat sit de importanță comunitară în aprilie 2009 pentru a proteja 3 specii de animale. Situl a fost protejat și ca arie specială de conservare în august 2020.

## Biodiversitate
Situată în ecoregiunea boreală, aria protejată conține 1 habitat natural: Pajiști aluvionare boreale nordice.
La baza desemnării sitului se află mai multe specii protejate:
- amfibieni (2): buhai de baltă cu burta roșie (Bombina bombina), triton cu creastă (Triturus cristatus)
- mamifere (1): vidră de râu (Lutra lutra)

Pe lângă speciile protejate, pe teritoriul sitului au mai fost identificate 11 specii de păsări.